# Кассюэжуль
Кассюэжу́ль (фр. Cassuéjouls, окс. Cassuèjols) — коммуна во Франции, находится в регионе Окситания. Департамент — Аверон. Входит в состав кантона Лагиоль. Округ коммуны — Родез.
Код INSEE коммуны — 12058.
Коммуна расположена приблизительно в 460 км к югу от Парижа, в 170 км северо-восточнее Тулузы, в 50 км к северо-востоку от Родеза.

## Население
Население коммуны на 2008 год составляло 137 человек.
| 1962 | 1968 | 1975 | 1982 | 1990 | 1999 | 2008 |
| ---- | ---- | ---- | ---- | ---- | ---- | ---- |
| 234  | 214  | 186  | 163  | 152  | 153  | 137  |

## Экономика

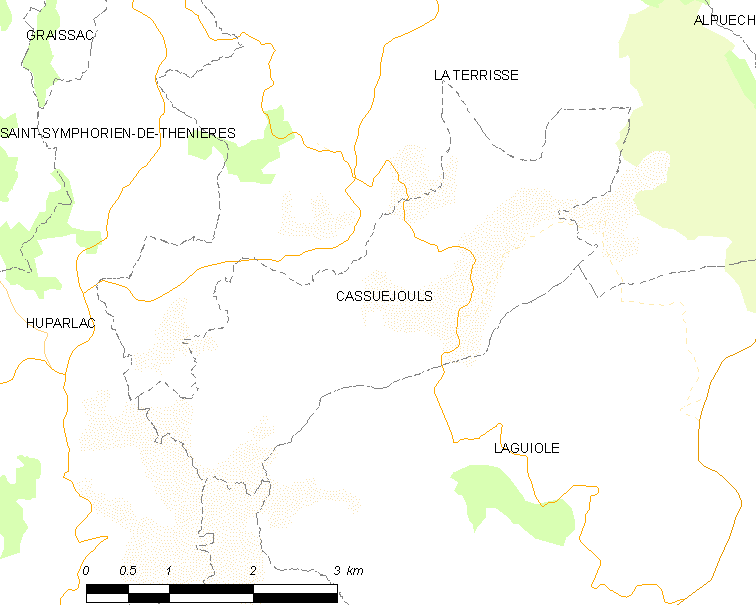
Карта коммуны

В 2007 году среди 80 человек в трудоспособном возрасте (15—64 лет) 58 были экономически активными, 22 — неактивными (показатель активности — 72,5 %, в 1999 году было 72,7 %). Из 58 активных работали 55 человек (32 мужчины и 23 женщины), безработных было 3 (1 мужчина и 2 женщины). Среди 22 неактивных 11 человек были учениками или студентами, 9 — пенсионерами, 2 были неактивными по другим причинам.

## Достопримечательности
- Церковь XV века. Памятник истории с 1927 года[3]